# Demokratická Kampučia
Demokratická Kampučia (khmersky កម្ពុជាប្រជាធិបតេយ្យ, Kâmpŭchéa Prâcheathippadey) byl název Kambodži během vlády Rudých Khmerů v letech 1975 až 1979. Tento stát vznikl, když Rudí Khmérové porazili vojska Khmerské republiky. Režim Rudých Khmerů v zemi byl ukončen vietnamskou invazí do Kambodže. Po vojenské porážce však Rudí Khmerové zformovali spolu s dvěma dalšími nekomunistickými frakcemi mezinárodně uznávanou exilovou vládu. Stát byl v roce 1990 opět přejmenován na Kambodžu.
Rudí Khmerové byly ovlivněni zejména maoismem, zčásti také Francouzskou komunistickou stranou, s idejemi marxismu a leninismu však byli obeznámeni jen povrchně, vybírali si z nich to, co se jim hodilo, a ostatní ignorovali. Důležitými prvky jejich ideologie byl khmerský nacionalismus, idealizace středověké Khmerské říše a zčásti také rasismus. Maoistické a nacionalistické ideje měly být realizovány snahou o vytvoření etnicky čisté khmerské beztřídní společnosti. Pod Pol Potovým vedením byla vylidněna města, zakázáno organizované náboženství a soukromé vlastnictví, peníze a obchod zrušeny. Bezprecedentní genocidní kampaň. Jejími oběťmi byli třídní nepřátelé; bohatí kapitalisté, živnostníci, intelektuálové stejně jako bývalí vládní zaměstnanci. Terčem se staly také etnické menšiny - muslimští Čamové, Vietnamci, Číňané a Laosané.
Genocida byla zastavena invazí vietnamské armády, která nastolila Kampučskou lidovou republiku, jejíž prosovětská vláda započala rekonstrukci zničené země. Rudí Khmerové však dokázali udržet své pozice u hranic s Thajskem. Kromě významné podpory Čínské lidové republiky se v 80. letech těšili mezinárodnímu uznání ze strany západních zemí.